# ماركو بارا سانشيز
ماركو بارا سانشيز (بالإسبانية: Marco Parra Sánchez)‏ هو محامي وسياسي بيروفي، ولد في 2 سبتمبر 1969 بليما في بيرو. حزبياً، نشط في National Solidarity (Peru) ‏.